# Dzierlatka iberyjska
Dzierlatka iberyjska (Galerida theklae) – gatunek małego ptaka z rodziny skowronków (Alaudidae). Gniazduje w Hiszpanii, Portugalii, skrajnym południu Francji, Afryce Północnej i Wschodniej. Nie jest zagrożony.

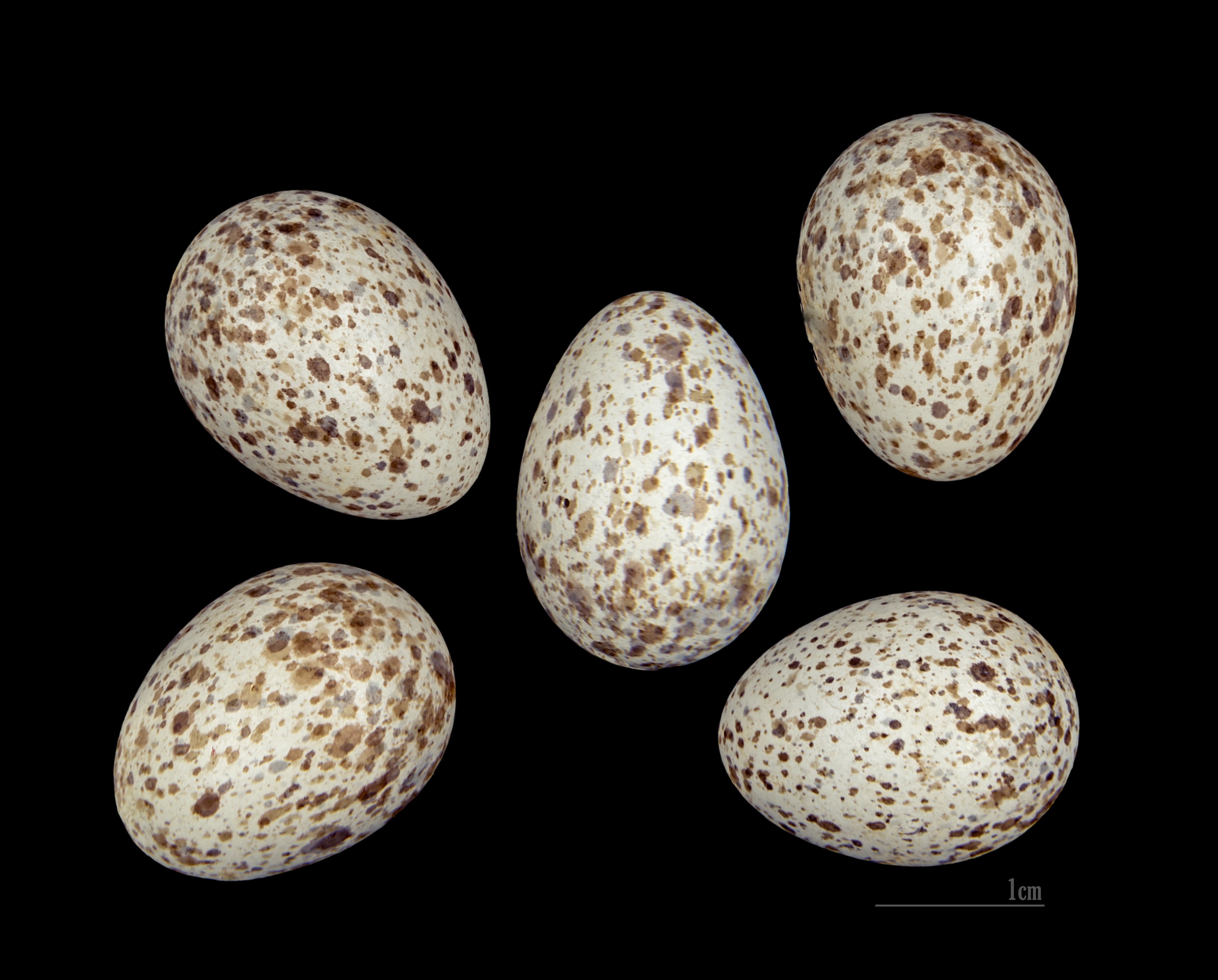
Jaja

## Podgatunki
Wyróżniono kilkanaście podgatunków G. theklae:
- G. theklae theklae – Portugalia, Hiszpania, Baleary i skrajnie południowa Francja.
- G. theklae erlangeri – północne Maroko.
- G. theklae ruficolor – środkowe i północno-wschodnie Maroko, północna Algieria i północna Tunezja.
- G. theklae theresae – południowo-zachodnie Maroko i Mauretania.
- G. theklae superflua – wschodnie Maroko, północna Algieria i wschodnia Tunezja.
- G. theklae carolinae – wschodnie Maroko przez północną Saharę do północno-zachodniego Egiptu.
- G. theklae harrarensis – wschodnia Etiopia.
- G. theklae huei – południowo-środkowa Etiopia.
- G. theklae praetermissa – południowa Erytrea do środkowej Etiopii.
- G. theklae ellioti – północna i środkowa Somalia.
- G. theklae mallablensis – południowa Somalia.
- G. theklae huriensis – południowa Etiopia i północna Kenia.

## Morfologia
Długość ciała: 16–17 cm; rozpiętość skrzydeł: 28–32 cm.
Jest podobna do dzierlatki, ale jest smuklejsza, ma krótszy dziób, bardziej wachlarzowaty czubek. Samice są podobne do samców.

## Status
IUCN uznaje dzierlatkę iberyjską za gatunek najmniejszej troski (LC – Least Concern) nieprzerwanie od 1988 roku. Liczebność populacji wstępnie szacuje się na 20–40 milionów dorosłych osobników. Trend liczebności populacji uznawany jest za spadkowy.